# モデスト・マウス
モデスト・マウス（Modest Mouse）は、アメリカ合衆国のロック・バンド。1992年にワシントン州イサクアで結成され、現在はオレゴン州ポートランドを拠点として活動している。創設メンバーはボーカル・ギター担当のアイザック・ブロック、ドラム担当のジェレマイア・グリーン、ベース担当のエリック・ジュディ。結成から2年後にKレコーズと契約し多数のシングルをリリースした。1996年にはUpレコーズよりデビューアルバムであるThis Is a Long Drive for Someone with Nothing to Think Aboutをリリース。以来、ブロックとジュディがバンドの中枢を担ってきた(ジュディは2012年に脱退)。2006年には元ザ・スミスのギタリストであるジョニー・マーが加入した(2009年脱退)。2007年発表のWe Were Dead Before the Ship Even Sanはビルボードアルバムチャート第1位を獲得した。

## 経歴

### バンド結成からの数年間
アイザック・ブロックがシアトル郊外のビデオ店に勤務していたときに、バンドのベーシストとなるエリック・ジュディと出会った。ブロック、ジュディそして後にバンドにドラマーとして加わるジェレマイア・グリーンは当時全員シアトル近郊に居住しており、ほどなくして楽曲制作を始めるようになった。1994年、モデスト・マウスとして初めてのEPであるBlue Cadet-3, Do You Connect?をカルビン・ジョンソンのダブ・ノラコティック・スタジオでレコーディングしKレコーズよりリリースした。またこのときシングルであるBrokeをオリンピアのムーン・スタジオでシーシック・スティーブ がレコーディングしている。また同時期にはモデスト・マウスとして初のアルバムとなる予定であったSad Sappy Suckerのレコーディングも行っていたが、度重なる遅れが原因で一時的にリリースが流れ、公式に発売されたのは2001年に入ってからであった。

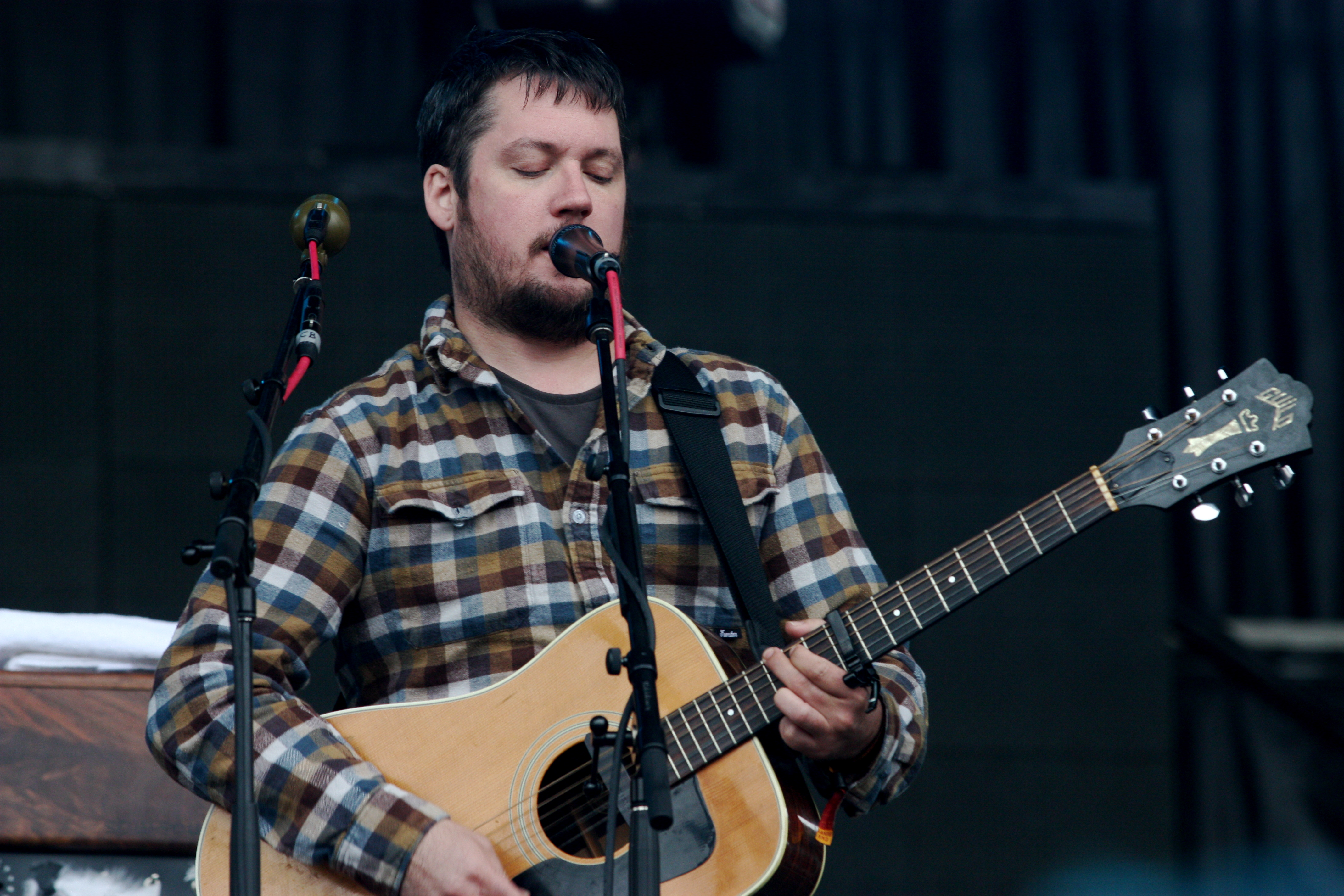
ライブで歌うアイザック・ブロック（2009年）

Up Recordsに移籍後は2枚のフルアルバムと複数のEPをリリースしている。1996年4月にはモデスト・マウスの1stアルバムであるThis Is a Long Drive for Someone with Nothing to Think About、8月にはEPのInterstate 8を発表した。2作ともスティーブ・ウォルドがプロデューサーを担当している。1997年には2ndアルバムのThe Lonesome Crowded Westをリリース。この2ndアルバムでモデスト・マウスは大きな成功を掴むきっかけを手にした。The Lonesome Crowded Westはピッチフォーク・メディアでも10点(10点満点中)を獲得、同メディアの1990年代アルバムランキングでは29位に入るなど評論家からも高い評価を受けるに至った。The Lonesome Crowded Westのリリースがきっかけでバンドはカルト的な人気を得て、同時に1990年代のインディー・ロックをこのアルバムで定義付けたと評されている。なおこのアルバムのリリースに先立ってバンドはEP The Fruit That Ate Itselfを1996年にレコーディングしている。1999年、Up Recordsはバンドがこれまで発表したシングルや未発表曲を収録したコンピレーション・アルバムであるBuilding Nothing Out of Somethingをリリースしている。

## ディスコグラフィ

### スタジオ・アルバム
| 1996                                      | This Is a Long Drive for Someone with Nothing to Think About | - 発売日: 1996年4月16日 - レーベル: Up                        | —   | —  | — | —  | —  | —  | —  |                                               |
| 1997                                      | The Lonesome Crowded West                                    | - 発売日: 1997年11月18日 - レーベル: Up                       | —   | —  | — | —  | —  | —  | —  |                                               |
| 2000                                      | The Moon & Antarctica                                        | - 発売日: 2000年6月13日 - レーベル: Epic                      | 120 | —  | — | —  | —  | —  | —  | - US: ゴールド                                |
| 2004                                      | Good News for People Who Love Bad News                       | - 発売日: 2004年4月6日 - レーベル: Epic - 全米売上: 150.9万枚 | 18  | —  | — | —  | —  | —  | 40 | - US: プラチナ - CAN: ゴールド - UK: シルバー |
| 2007                                      | We Were Dead Before the Ship Even Sank                       | - 発売日: 2007年3月20日 - レーベル: Epic - 全米売上: 64.9万枚 | 1   | 12 | 1 | 22 | 22 | 26 | 47 | - US: ゴールド - CAN: ゴールド                |
| 2015                                      | Strangers to Ourselves                                       | - 発売日: 2015年3月17日 - レーベル: Epic                      | 3   | 15 | 3 | 26 | —  | 39 | 28 |                                               |
| 2021                                      | The Golden Casket                                            | - 発売日: 2021年6月25日 - レーベル: Epic                      | 87  | —  | — | —  | —  | —  | —  |                                               |
| "—"は未発売またはチャート圏外を意味する。 |                                                              |                                                               |     |    |   |    |    |    |    |                                               |

### ライブ・アルバム
- Baron von Bullshit Rides Again (2004)

### コンピレーション・アルバム
- Building Nothing Out of Something (2000)
- Sad Sappy Sucker (2001)

### EP
- Blue Cadet-3, Do You Connect? (1994)
- Interstate 8 (1996)
- The Fruit That Ate Itself (1997)
- Night on the Sun (1999)
- Everywhere and His Nasty Parlour Tricks (2001)
- No One's First and You're Next (2009)

## 来日公演
- 1999年
  - 5月29日 愛知 名古屋HUCK FINN
  - 5月30日 大阪 FANDANGO
  - 5月31日 岡山 PEPPERLAND
  - 6月1日 広島 Namiki Junction
  - 6月2日 福岡 VIVRE Hall
  - 6月5日 東京 下北沢シェルター
  - 6月6日 東京 下北沢シェルター
  - 6月7日 宮城 仙台BIRDLAND
  - 6月8日 青森 Sublime
- 2001年
  - 5月3日 宮城 仙台BIRDLAND
  - 5月4日 北海道 札幌 KLUB COUNTER ACTION
  - 5月5日 北海道 函館 Uchuuzin
  - 5月6日 青森 Sublime
  - 5月7日 新潟 WOODY
  - 5月9日 大阪 FANDANGO
  - 5月10日 広島 Namiki Junction
  - 5月11日 福岡 VIVRE Hall
  - 5月12日 京都 磔磔
  - 5月13日 岡山 PEPPERLAND
  - 5月14日 愛知 名古屋HUCK FINN
  - 5月15日 長野 松本HOT LAB
  - 5月16日 東京 下北沢シェルター
  - 5月17日 東京 下北沢シェルター
  - 5月18日 東京 新宿LOFT
- 2007年
  - 8月11日 千葉 幕張メッセ - SUMMER SONIC TOKYO
  - 8月12日 大阪 舞洲スポーツアイランド - SUMMER SONIC OSAKA
- 2008年
  - 4月8日 大阪 心斎橋クラブクアトロ
  - 4月9日 東京 渋谷Duo Music Exchange
  - 4月10日 東京 渋谷Duo Music Exchange